# Feiz Shamsin
Feiz Bilal Shamsin (in arabo فايز بلال شمسين‎?; Tripoli, 12 luglio 1992) è un ex calciatore libanese, di ruolo attaccante.

## Carriera

### Club
Ha giocato nella massima serie libanese ed in quella rumena.

### Nazionale
Tra il 2012 e il 2017, ha giocato 18 partite con la nazionale libanese, realizzandovi anche tre reti.

## Statistiche

### Presenze e reti nei club
Statistiche aggiornate al 25 luglio 2021.
| Stagione        | Squadra         | Campionato      | Campionato | Campionato | Coppe nazionali | Coppe nazionali | Coppe nazionali | Coppe continentali | Coppe continentali | Coppe continentali | Altre coppe | Altre coppe | Altre coppe | Totale | Totale |
| Stagione        | Squadra         | Comp            | Pres       | Reti       | Comp            | Pres            | Reti            | Comp               | Pres               | Reti               | Comp        | Pres        | Reti        | Pres   | Reti   |
| --------------- | --------------- | --------------- | ---------- | ---------- | --------------- | --------------- | --------------- | ------------------ | ------------------ | ------------------ | ----------- | ----------- | ----------- | ------ | ------ |
| 2010-2011       | St. Pauli II    | OL              | 3          | 0          |                 | -               | -               |                    | -                  | -                  |             | -           | -           | 3      | 0      |
| 2011-2012       | Hannover 96 II  | RL              | 6          | 0          |                 | -               | -               |                    | -                  | -                  |             | -           | -           | 6      | 0      |
| 2012-2013       | Ijtimaii        | PD              | 20         | 11         |                 | -               | -               |                    | -                  | -                  |             | -           | -           | 20     | 11     |
| 2013-2014       | Pandurii        | L1              | 14         | 3          | CR              | 3               | 3               |                    | -                  | -                  |             | -           | -           | 17     | 6      |
| 2014-2015       | Pandurii        | L1              | 5          | 1          | CR              | 3               | 0               |                    | -                  | -                  |             | -           | -           | 8      | 1      |
| Totale Pandurii | Totale Pandurii | Totale Pandurii | 19         | 4          |                 | 6               | 3               |                    | -                  | -                  |             | -           | -           | 25     | 7      |
| 2015-2016       | Ijtimaii        | PD              | 15         | 8          |                 | -               | -               |                    | -                  | -                  |             | -           | -           | 15     | 8      |
| 2016-2017       | Tripoli         | PD              | 21         | 7          |                 | -               | -               |                    | -                  | -                  |             | -           | -           | 21     | 7      |
| 2019-mar. 2020  | Nejmeh          | PD              | 2          | 2          |                 | -               | -               |                    | -                  | -                  |             | -           | -           | 2      | 2      |
| mar.-lug. 2020  | Nieciecza       | 1L              | 7          | 0          |                 | -               | -               |                    | -                  | -                  |             | -           | -           | 7      | 0      |
| Totale carriera | Totale carriera | Totale carriera | 93         | 32         |                 | 6               | 3               |                    | -                  | -                  |             | -           | -           | 99     | 35     |